# Colonel Sun
Colonel Sun (Døden har dragetænder) er en James Bond-bog skrevet af Kingsley Amis under pseudonymet Robert Markham. Den udkom første gang i 1968

## Om bogen
James Bond blev skabt af Ian Fleming i 1953, og frem til sin død i 1964 skrev han 12 romaner og 9 noveller om den i mellemtiden verdensberømte hemmelige agent. Efter Ian Flemings død sad rettighederne til James Bond hos Glidrose Productions (nu Ian Fleming Publications), der ønskede at fortsætte serien. I første omgang skrev Geoffrey Jenkins romanen Per Fine Ounce, men den blev aldrig udgivet. I stedet valgte Glidrose, at serien skulle fortsættes med romaner skrevet af forskellige forfattere under pseudonymet Robert Markham. Den første og eneste bog blev Colonel Sun med Kingsley Amis som forfatteren bag pseudonymet.
Robert Markham-serien blev aldrig fortsat. Hvorfor vides ikke, men det moderate salg kan være en årsag. Der foreligger imidlertid et par fingerpeg om, hvordan serien kunne have have formet sig siden. I introduktionen til et genoptryk af en tegneserie baseret på Colonel Sun nævnes, at Kingsley Amis havde i tankerne at skrive en opfølger, der muligvis skulle foregå i Mexico. Han havde også en ide til en novelle, hvor en 70-årig Bond vender tilbage til tjenesten til en sidste mission. Glidrose tillod ham imidlertid ikke at skrive den.
Colonel Sun er aldrig blevet filmatiseret, om end Kingsley Amis var inde på ideen i 1976-77. Titelfiguren har dog indirekte lagt navn til skurken Colonel Tan-Sun Moon i filmen Die Another Day. Plottet med kidnapningen af M i The World Is Not Enough kan også meget vel været inspireret af Colonel Sun.

## Plot
M bliver kidnappet fra sit sygeleje, mens Bond undslipper med nød og næppe. Sporene peger mod Grækenland, hvor Bond møder den sovjetiske agent Ariadne Alexandrou. De kommer imidlertid begge under angreb af en trediepart, kinesere. Deres leder oberst Sun vil nemlig angribe en sovjetisk arrangeret konference på en græsk ø, og det skulle helst involvere Bond's og M's lig.